# Mylossoma aureum
Mylossoma aureum är en fiskart som först beskrevs av Johann Baptist von Spix och Agassiz 1829.  Mylossoma aureum ingår i släktet Mylossoma och familjen Characidae. Inga underarter finns listade i Catalogue of Life.